# ФК «Трактор» Сталинград в сезоне 1937
Сезон 1937 — второй сезон ФК «Трактор» в турнирах союзного уровня. В этом сезоне «Трактор» занял первое место в группе «Г» чемпионата СССР.

## Хронология событий

### Кубок СССР

#### 1/64 финала. Матч «Трактор» — «Динамо» (Саратов)
Команде «Трактор», носившей в 1936 году имя «Дзержинец»-СТЗ, на стадии 1/64 финала досталось в соперники саратовское «Динамо», не имевшее опыта выступлений в крупных турнирах. В этом матче, по воспоминаниям очевидцев, Александр Пономарёв забил 9 мячей, но официальный протокол не сохранился. Однако, не все голы были забиты в этом матче одним игроком. Восьмой по счёту гол был забит сталинградцем Георгием Шляпиным, о чём имеется подтверждение в газете «Даёшь трактор» от 26 мая 1937, в которой помещено фото Н.Курганова с подписью «Шляпин забивает 8-й гол», что подтверждал ранее в беседе с В.Д.Андреевым сам Шляпин.
Капитан саратовского «Динамо» Михаил Кузьмичёв по прибытии в Сталинград поведал корреспонденту заводской многотиражки «Даёшь трактор»:
Наша команда хорошо сыгранна и надеется в игре с командой общества «Трактор» выйти победительницей. От имени команды Кузьмичёв выразил желание, чтобы перед игрой поле стадиона было полито водой, — добавил журналист.

#### 1/32 финала. Матч «Спартак» (Москва) — «Трактор»

Эпизод матча «Спартак» — «Трактор». 31.05.1937

«Трактор» начал игру смело — нападением. Казалось, что это кратковремечный пыл, который живо остудят два-три хороших со стороны спартаковцев мяча в ворота. Но первый мяч в средине хавтайма пришлось вынимать из сетки самому чемпиону.
В начале второй половины матча «Спартак» сквитал счёт, но не больше. Игроки «Трактора» оказались не только отлично подготовленными физически, но дали образец и волевой стойкости. Получив мяч, они снова открыли огонь по воротам Анатолия Акимову. Атака следовала за атакой, и вскоре счёт 1:2 открыл «Спартаку» малоутешительную перспективу. Упорно и горячо ругались между собою игроки его передовой линии, сильные индивидуально, но слабые в отношении системы. Улучшение пришло само и оригинальным образом — Виктор Семёнов был удалён с поля за грубость, что, с одной стороны, развязало руки Владимиру Степанову, игравшему в центре, а, с другой, заставило его задачу отыгрыша взять целиком на себя. Сталинградцы, окрылённые успехом и, главное, осознавшие, что «не так страшен чемпион, как о нём пишут», не сдавали темпа и за 5 минут до конца держали ещё победу в своих руках. Наконец, Степанову удался удар, и при счёте 2:2 противники ушли с поля, чтобы через 10 минут выйти на добавочные полчаса.
Перед «Спартаком» встала единственная задача — разгромить смельчака и этим финишем полностью реабилитировать себя за первые 90 минут. Но дело оказалось труднее, и полчаса добавочной борьбы удержали прежний счёт. Час двадцать минут ничейной борьбы чемпиона страны с командой группы «Г»! Нервное напряжение играющих росло с каждой минутой, и опять лишь за 5 минут до конца «Спартак» комбинацией Степанов — Глазков буквально вырвал победу в этом тяжелом матче.

## Состав
| Игрок               | Год рождения | Бывший клуб            |         |         |         |
| Вратари             | Вратари      | Вратари                | Вратари | Вратари | Вратари |
| ------------------- | ------------ | ---------------------- | ------- | ------- | ------- |
| Анатолий Копылов    | 1915         |                        |         |         |         |
| Аркадий Усов        | 1914         |                        |         |         |         |
| Защитники           |              |                        |         |         |         |
| Лев Кабов           | 1913         |                        |         |         |         |
| Фёдор Клочков       | 1908         | «Динамо» (Сталинград)  |         |         |         |
| Иван Тяжлов         | 1910         | «Машзавод» (Горловка)  |         |         |         |
| Полузащитники       |              |                        |         |         |         |
| Георгий Иванов      | 1912         |                        |         |         |         |
| Сергей Колесников   | 1907         | «Динамо» (Сталинград)  |         |         |         |
| Иван Пичугин        |              |                        |         |         |         |
| Николай Покровский  | 1911         | «Динамо» (Сталинград)  |         |         |         |
| Нападающие          |              |                        |         |         |         |
| Александр Воеводин  | 1910         | «Динамо» (Сталинград)  |         |         |         |
| Василий Инжеваткин  |              |                        |         |         |         |
| Валентин Ливенцев   | 1914         | «Спартак» (Москва)     |         |         |         |
| Александр Пономарёв | 1918         | «Спартак» (Харьков)    |         |         |         |
| Василий Проворнов   | 1915         | «Сталинец» (Москва)    |         |         |         |
| Борис Терентьев     | 1906         | «Стахановец» (Сталино) |         |         |         |
| Георгий Шляпин      | 1911         | «Динамо» (Сталинград)  |         |         |         |

Старший тренер: А. Ситников.

## Трансферы
| Позиция | Игрок               | Клуб                   |
| ------- | ------------------- | ---------------------- |
| Нап     | Александр Пономарёв | «Спартак» (Харьков)    |
| ПЗ      | Иван Пичугин        |                        |
| Нап     | Василий Инжеваткин  |                        |
| Нап     | Валентин Ливенцев   | «Спартак» (Москва)     |
| Нап     | Борис Терентьев     | «Стахановец» (Сталино) |
| Нап     | Георгий Шляпин      | «Динамо» (Сталинград)  |

| Позиция | Игрок              | Клуб                 |
| ------- | ------------------ | -------------------- |
| Защ     | С. Измайлов        |                      |
| ПЗ      | Владимир Харченко  |                      |
| Нап     | Константин Вавилов | «Локомотив» (Москва) |
| Нап     | Валентин Позднышев |                      |
| Нап     | Александр Сапронов |                      |

## Матчи
− Победа
 − Ничья
 − Поражение

### Товарищеские матчи
| 1937-04-22 | «Трактор» | 1:1 | ЧТЗ (Челябинск) | Сталинград                       |
|            |           |     |                 | Стадион: Трактор Зрителей: 2 000 |

| 1937-05-26 | «Трактор» | 4:3 | «Торпедо» (Москва) | Сталинград       |
|            |           |     |                    | Стадион: Трактор |

| 1937-06-18                                  | «Трактор» | 3:1 | «Спартак» (Куйбышев) | Сталинград       |
|                                             |           |     |                      | Стадион: Трактор |
| «Трактор»: ..., Пономарёв, ... · Пономарёв. |           |     |                      |                  |

| 26 июля 1937 | «Трактор»                                            | 2:0 | «Спартак» (Москва) Д | Сталинград                                                 |
|              | 1:0 Александр Пономарёв · 2:0 Николай Покровский 24′ |     |                      | Стадион: Трактор Зрителей: 10 000 Судья: В.Лапшин (Москва) |

| 1937-09-30 | «Трактор» | –:– | ? (Новочеркасск) |  |

| 1937-10-12 | «Трактор» | 5:1 | Сборная СКВО |  |

### Первенство Сталинграда
Первенство проходило в два круга — весной и осенью. Команды были разбиты на три группы. В первой группе играли «Трактор», «Металлург» (завод «Красный Октябрь»), «Динамо», «Азот» (завод № 91), ДКА (Дом Красной Армии), «Зенит», «Спартак». По итогам розыгрыша места распредилились следующим образом: 1 место — «Металлург», 2 место — «Трактор», 3 место — «Динамо». По другим данным первое место заняла команда «Трактор».
| 1937-05-21 | «Трактор» | 9:0 | «Спартак» | Сталинград |

### Кубок СССР
| 1937-05-24 1/64 финала | «Трактор»                                           | 9:1      | «Динамо» (Саратов) | Сталинград                                                     |
| | 1:0 Александр Пономарёв 6′ · 8:0 Георгий Шляпин 80′ | Протокол | 9:1 ? 87′          | Стадион: Трактор Зрителей: 5 000 Судья: В.Чепуров (Сталинград) |
| «Трактор»: Усов (Копылов, 46), Клочков, Тяжлов, Колесников (Пичугин, 46), Иванов, Покровский, Инжеваткин, Пономарёв, Проворнов, Шляпин, Воеводин. · «Динамо» (Саратов): Терентьев, Макаров, П. Кузьмичёв, Агушев, М. Кузьмичёв, Красильников, Громов (Манилов, 46), Низов, Кульков (Вялов, 46), Сарычев, Кудрявцев. · Нереализованный пенальти: Александр Пономарёв (мимо). |                                                     |          |                    |                                                                |

| 1937-05-31 1/32 финала | «Спартак» (Москва)                                                            | 3:2 (доп. вр.) | «Трактор»                                            | Москва                                                        |
| | 1:1 Виктор Семёнов 50′ · 2:2 Владимир Степанов 85′ · 3:2 Георгий Глазков 131′ | Протокол       | 0:1 Александр Пономарёв 23′ · 1:2 Георгий Шляпин 58′ | Стадион: Сталинец Зрителей: 5 000 Судья: Самуил Хавчин (Киев) |
| «Спартак» (Москва): Акимов, Соколов, Леута, Михайлов, Ал.Старостин, Артемьев, Глазков, В.Степанов, Семёнов, П.Старостин (Никифоров, 46), Щибров. · «Трактор»: Усов, Тяжлов, Клочков, Колесников, Иванов, Покровский, Сопронов, Пономарёв, Проворнов, Шляпин (Воеводин), Инжеваткин. · Семёнов (80') — Пономарёв (90'). · Нереализованный пенальти: Георгий Глазков (мимо). |                                                                               |                |                                                      |                                                               |

### Чемпионат СССР. Группа «Г»
Турнир проходил в один круг, с 18 июля по 18 сентября. Согласно регламенту, победитель получал право перехода в группу «В».
«Трактор» легко выиграл первые 8 матчей с общим счётом 36:8, забивая не меньше трёх мячей за игру. Создав отрыв от соперников, «Трактор» позволил себе в заключительных трёх матчах действовать вполсилы, дважды сыграв вничью и один раз проиграв.
Уже по окончании турнира было объявлено о реорганизации системы футбольных лиг СССР. Сильнейшая группа «А» была расширена, и «Трактор» за победу в группе «Г» получил в ней место.
| 1937-07-18 1 матч | «Трактор»                                                                       | 4:0 | «Нефтяник» (Баку) | Сталинград                        |
| | Василий Инжеваткин 17′ · Георгий Шляпин 25′ · Борис Терентьев · Борис Терентьев |     |                   | Стадион: Трактор Зрителей: 10 000 |
| «Трактор»: Усов, Тяжлов, Клочков, Колесников, Иванов, Покровский, Терентьев, Пономарёв, Проворнов, Шляпин, Инжеваткин. На замену выходил: Ливенцев. «Нефтяник» (Баку): Джафаров, Измайлов, Рыжов, Нифонтов, Нехорошев, Кузнецов, Абрамов, Миронов, Гнездов, Зернов, Штырлин. |                                                                                 |     |                   |                                   |

| 1937-07-24 2 матч | «Трактор»                                                                                      | 5:1 | «Сталь» (Днепропетровск) | Сталинград                                |
| | Валентин Ливенцев · Александр Пономарёв · Василий Проворнов · Георгий Шляпин · Борис Терентьев |     | Николай Клецкин          | Стадион: Трактор Судья: В.Лапшин (Москва) |
| «Трактор»: Усов, Тяжлов, Клочков, Колесников, Иванов, Покровский, Терентьев, Пономарёв, Проворнов, Шляпин, Ливенцев. «Сталь» (Днепропетровск): Шинкаренко, Белов, Радченко, Писарев, Авдеенко, Михеев, Курчанинов, Приймак, Посух, Клецкин, Забуга. |                                                                                                |     |                          |                                           |

| 1937-07-30 3 матч | «Трактор»                                                                  | 3:0 | «Динамо» (Баку) | Сталинград                                    |
| | 1:0 Георгий Шляпин 4′ · 2:0 Валентин Ливенцев 10′ · 3:0 Георгий Шляпин 79′ |     |                 | Стадион: Трактор Судья: В.Бутусов (Ленинград) |
| «Трактор»: Усов, Тяжлов, Клочков, Колесников, Иванов, Покровский, Ливенцев, Пономарёв, Проворнов, Шляпин, Терентьев. «Динамо» (Баку): Дустар, Нихезин, Наумцев, Блажевич, Старостин, Пацевич, Смирнов, Перевезенцев, Айриев, Ханаферов, Шмульковский (Кочуков). |                                                                            |     |                 |                                               |

| 1937-08-7 4 матч | «Трактор»                                                                | 3:1 | «Буревестник» (Москва) | Сталинград                      |
| | 1:1 Александр Пономарёв · 2:1 Валентин Ливенцев 37′ · 3:1 Георгий Шляпин |     | 0:1 В.Афонин           | Стадион: Трактор Судья: Быстров |
| «Трактор»: Усов, Тяжлов, Клочков, Колесников, Иванов, Покровский, Ливенцев, Пономарёв, Проворнов, Шляпин, Терентьев. «Буревестник» (Москва): Чуков, Цыганов, М.Горбунов, Н.Горбунов, Зайцев, Давыдов, Анисимов, Афонин, Бабич, Соколов, Михайлов. На замену выходил: Бабанчак. |                                                                          |     |                        |                                 |

| 1937-08-12 5 матч | «Сталь» (Константиновка)        | 2:6 | «Трактор» | Константиновка                                          |
| | 1:2 А.Ломов · 2:4 Антон Яковлев |     | 0:1 Василий Проворнов · 0:2 Василий Проворнов · 1:3 Александр Пономарёв · 1:4 Александр Пономарёв · 2:5 Валентин Ливенцев · 2:6 Борис Терентьев | Стадион: им. Фрунзе Судья: Анатолий Иконников (Горький) |
| «Сталь» (Константиновка): А.К.Новиков, А.Л.Новиков, Ярунин, Климов, Шумаков, Прийменко, И.Кононенко, Н.Кононенко, Ломов, Яковлев, Михеев. · «Трактор»: Усов, Клочков, Тяжлов, Колесников, Иванов, Покровский, Ливенцев, Пономарёв, Проворнов, Шляпин, Терентьев. · И.Кононенко — Тяжлов. |                                 |     | |                                                         |

| 1937-08-18 6 матч | «Спартак» (Ереван)  | 1:4 | «Трактор»                                                                                          | Ереван                          |
| | 1:0 Акоп Акопян 26′ |     | 1:1 Георгий Шляпин 27′ · 1:2 Борис Терентьев 32′ · 1:3 Александр Пономарёв · 1:4 Василий Проворнов | Стадион: Динамо Судья: Михайлов |
| «Спартак» (Ереван): Текнеджан, Мовсесян, Абаджаян, Казарян, Этерян, Барсегян, Бурназян, Мартиросян, Татевосян, Минасян, Акопян. «Трактор»: Усов, Клочков, Кабов, Колесников, Иванов, Покровский, Воеводин, Пономарёв, Проворнов, Шляпин, Терентьев. |                     |     | |                                 |

| 1937-08-26 7 матч | «Динамо» (Ташкент)       | 1:4 | «Трактор»                                                                                | Ташкент                        |
| | 1:0 Александр Адисман 6′ |     | 1:1 Василий Проворнов 57′ · 1:2 Василий Проворнов 67′ · Борис Терентьев · Георгий Шляпин | Стадион: Динамо Судья: Бухарин |
| «Динамо» (Ташкент): Громовенко, Миронов, Хамидов, Е.Иванов, Чижов, Бодров, Адисман, Щепкин, Казаков, Анисимов, Прудников. · «Трактор»: Копылов, Тяжлов, Кабов, Колесников, Г.Иванов, Покровский, Терентьев, Шляпин, Проворнов, Пономарёв, Ливенцев. На замену выходил: Воеводин. · Анисимов — Кабов. |                          |     |                                                                                          |                                |

| 1937-09-3 8 матч | «Трактор» | 7:2 | «Торпедо» (Горький)                   | Сталинград                          |
| | 1:1 Александр Пономарёв · 2:1 Александр Пономарёв 16′ · 3:1 Борис Терентьев 55′ · 4:1 Борис Терентьев 59′ · 5:1 Георгий Шляпин · 6:1 Александр Пономарёв · 7:1 Василий Проворнов |     | 0:1 А.Салаков 8′ · 7:2 Николай Дунаев | Стадион: Трактор Судья: Андронников |
| «Трактор»: Копылов, Тяжлов, Клочков (Инжеваткин), Колесников, Иванов, Покровский, Ливенцев, Пономарёв, Проворнов, Шляпин, Терентьев. · «Торпедо» (Горький): Бояркин, Коровин, Штырлов, Черёмушкин, Остроушко, Кириллов, Мамулайшвили, Ефимов, Дроздов, Салаков, Дунаев. · Пономарёв, Шляпин — Коровин. · Нереализованный пенальти: Александр Пономарёв (мимо). | |     |                                       |                                     |

| 1937-09-7 9 матч | «Крылья Советов» (Москва)                       | 3:1 | «Трактор»      | Москва                                               |
| | Матвей Енушков · Фёдор Карасёв · Михаил Ржевцев |     | Георгий Шляпин | Стадион: Крылья Советов Судья: Г.Фепонов (Ленинград) |
| «Крылья Советов» (Москва): Назаретов, Евграфов, Писарев, Михайлов, А.Ржевцев, Корнилов, Волков, Карасёв, М.Ржевцев, Енушков, Ильичёв. · «Трактор»: Усов, Кабов, Тяжлов, Колесников, Иванов, Покровский, Ливенцев, Пономарёв, Проворнов, Шляпин, Терентьев. · Иванов. |                                                 |     |                |                                                      |

| 1937-09-12 10 матч | «Трактор»                                           | 2:2 | ДКА БВО (Смоленск)            | Сталинград                     |
| | 1:0 Александр Пономарёв · 2:0 Василий Проворнов 10′ |     | Пётр Петров · Сергей Марушкин | Стадион: Трактор Судья: Бычков |
| «Трактор»: Усов, Тяжлов, Клочков, Пичугин, Колесников, Покровский, Ливенцев, Пономарёв, Проворнов, Шляпин, Терентьев (Инжеваткин). · ДКА БВО (Смоленск): Андреев, Россихин, Соколов, Беспаленко, Ильяшенко, Иванов, Ермолаев, Абрамов, Марушкин, Петров, Карась. · Марушкин. |                                                     |     |                               |                                |

| 1937-09-18 11 матч | «Кировский завод» (Ленинград) | 1:1 | «Трактор»         | Ленинград                                 |
| | Пётр Жердин                   |     | Сергей Колесников | Стадион: Кировского завода Судья: Корнеев |
| «Кировский завод» (Ленинград): Макаров, Щетилин, Барышев, Гащенков, Филин, Чесноков, Янин, Жердин, Алов, Комаров, Андронов. На замену выходил: Фёдоров. «Трактор»: Усов, Клочков, Тяжлов, Покровский, Иванов, Колесников, Терентьев, Шляпин, Пономарёв, Проворнов, Ливенцев. |                               |     |                   |                                           |

### Приз городского совета Сталинграда
В октябре — ноябре 8 команд Сталинграда приняло участие в играх за приз городского совета Сталинграда, игры проходили по олимпийской системе.
| 1937 Финал | «Трактор» | 2:2 | «Металлург» | Сталинград |

| 1937-11-12 Финал. Переигровка | «Трактор» | 3:1 | «Металлург» | Сталинград |

## Статистика

### Индивидуальная

#### Матчи и голы
| №. | Нац.      | Позиция | Игрок               | Всего | Всего | Чемпионат СССР | Чемпионат СССР | Кубок СССР | Кубок СССР |
| №. | Нац.      | Позиция | Игрок               | Игры  | Голы  | Игры           | Голы           | Игры       | Голы       |
| -- | --------- | ------- | ------------------- | ----- | ----- | -------------- | -------------- | ---------- | ---------- |
|    | Флаг СССР | Вр      | Аркадий Усов        | 11    | -14   | 9              | -11            | 2          | -3         |
|    | Флаг СССР | Вр      | Анатолий Копылов    | 3     | -4    | 2              | -3             | 1          | -1         |
|    | Флаг СССР | Защ     | Иван Тяжлов         | 12    | 0     | 10             | 0              | 2          | 0          |
|    | Флаг СССР | Защ     | Фёдор Клочков       | 11    | 0     | 9              | 0              | 2          | 0          |
|    | Флаг СССР | Защ     | Лев Кабов           | 3     | 0     | 3              | 0              | 0          | 0          |
|    | Флаг СССР | ПЗ      | Георгий Иванов      | 12    | 0     | 10             | 0              | 2          | 0          |
|    | Флаг СССР | ПЗ      | Сергей Колесников   | 13    | 1     | 11             | 1              | 2          | 0          |
|    | Флаг СССР | ПЗ      | Николай Покровский  | 13    | 0     | 11             | 0              | 2          | 0          |
|    | Флаг СССР | ПЗ      | Иван Пичугин        | 2     | 0     | 1              | 0              | 1          | 0          |
|    | Флаг СССР | Нап     | Александр Пономарёв | 13    | 11    | 11             | 9              | 2          | 2          |
|    | Флаг СССР | Нап     | Георгий Шляпин      | 13    | 11    | 11             | 9              | 2          | 2          |
|    | Флаг СССР | Нап     | Василий Проворнов   | 13    | 8     | 11             | 8              | 2          | 0          |
|    | Флаг СССР | Нап     | Борис Терентьев     | 11    | 8     | 11             | 8              | 0          | 0          |
|    | Флаг СССР | Нап     | Валентин Ливенцев   | 10    | 4     | 10             | 4              | 0          | 0          |
|    | Флаг СССР | Нап     | Василий Инжеваткин  | 5     | 1     | 3              | 1              | 2          | 0          |
|    | Флаг СССР | Нап     | Александр Воеводин  | 4     | 0     | 2              | 0              | 2          | 0          |

Примечание: семь забитых мячей не учитаны, т.к. неизвестно кто автор голов в матче «Трактор» — «Динамо» (Саратов).

#### Бомбардиры
| Имя                 | Чемпионат СССР | Кубок СССР | Всего |
| ------------------- | -------------- | ---------- | ----- |
| Александр Пономарёв | 9              | 2          | 11    |
| Георгий Шляпин      | 9              | 2          | 11    |
| Борис Терентьев     | 8              | 0          | 8     |
| Василий Проворнов   | 8              | 0          | 8     |
| Валентин Ливенцев   | 4              | 0          | 4     |
| Сергей Колесников   | 1              | 0          | 1     |
| Василий Инжеваткин  | 1              | 0          | 1     |
| Итого               | 40             | 11         | 51    |

Примечание: семь забитых мячей не учитаны, т.к. неизвестно кто автор голов в матче «Трактор» — «Динамо» (Саратов).

#### «Сухие» матчи
| Имя          | Чемпионат СССР | Кубок СССР | Всего |
| ------------ | -------------- | ---------- | ----- |
| Аркадий Усов | 2              | 0          | 2     |
| Итого        | 2              | 0          | 2     |

Примечание: в данной таблице учитываются только полные матчи (без замен), в которых вратарь не пропустил голов.

### Командная

#### Турнирная таблица. Группа «Г»
| М  | Клуб                          | И  | В | Н | П  | М     | ±М  | О  |
| -- | ----------------------------- | -- | - | - | -- | ----- | --- | -- |
| 1  | «Трактор» (Сталинград)        | 11 | 8 | 2 | 1  | 40−14 | +26 | 29 |
| 2  | ДКА БВО (Смоленск)            | 11 | 8 | 1 | 2  | 30−12 | +18 | 28 |
| 3  | «Крылья Советов» (Москва)     | 11 | 6 | 3 | 2  | 28−19 | +9  | 26 |
| 4  | «Буревестник» (Москва)        | 11 | 6 | 1 | 4  | 33−20 | +13 | 24 |
| 5  | «Динамо» (Баку)               | 11 | 5 | 2 | 4  | 24−15 | +9  | 23 |
| 6  | «Сталь» (Константиновка)      | 11 | 6 | 0 | 5  | 23−25 | −2  | 23 |
| 7  | «Кировский завод» (Ленинград) | 11 | 5 | 2 | 4  | 15−19 | −4  | 23 |
| 8  | «Динамо» (Ташкент)            | 11 | 4 | 3 | 4  | 16−21 | −5  | 22 |
| 9  | «Сталь» (Днепропетровск)      | 11 | 3 | 4 | 4  | 20−27 | −7  | 21 |
| 10 | «Торпедо» (Горький)           | 11 | 2 | 2 | 7  | 19−34 | −15 | 16 |
| 11 | «Нефтяник» (Баку)             | 11 | 2 | 1 | 8  | 14−31 | −17 | 16 |
| 12 | «Спартак» (Ереван)            | 11 | 0 | 1 | 10 | 6−31  | −25 | 10 |

 Переход в группу «А».
 Исключение из чемпионата СССР.
Примечание: правила турнира предусматривали 3 очка за победу, 2 за ничью, 1 за поражение, 0 за неявку.

#### Общая статистика
| Сыграно матчей          | 13 (11 Чемпионат СССР, 2 Кубок СССР)                                       |
| Победы                  | 9 (8 Чемпионат СССР, 1 Кубок СССР)                                         |
| Ничьи                   | 2 (Чемпионат СССР)                                                         |
| Поражения               | 2 (1 Чемпионат СССР, 1 Кубок СССР)                                         |
| Забито мячей            | 51                                                                         |
| Пропущено мячей         | 18                                                                         |
| Разница мячей           | +33                                                                        |
| Предупреждения          | 2                                                                          |
| Удаления                | 4                                                                          |
| Лучший счёт             | 9:1 (Д) против «Динамо» (Саратов) — Кубок СССР, 24 мая 1937                |
| Худший счёт             | 1:3 (Г) против «Крылья Советов» (Москва) — Чемпионат СССР, 7 сентября 1937 |
| «Сухие» матчи           | 2 (Чемпионат СССР)                                                         |
| Наибольшее число матчей | 5 футболистов (13 матчей)                                                  |
| Лучшие бомбардиры       | Александр Пономарёв (11 голов) Георгий Шляпин (11 голов)                   |

Примечание: в данной таблице не учитываются результаты товарищеских матчей.

#### Общая статистика по турнирам
| Турнир         | И  | В | Н | П | ЗМ | ПМ | ±М  | ЖК | КК | О              |
| -------------- | -- | - | - | - | -- | -- | --- | -- | -- | -------------- |
| Чемпионат СССР | 11 | 8 | 2 | 1 | 40 | 14 | +26 | 2  | 3  | 29/33 (87,9 %) |
| Кубок СССР     | 2  | 1 | 0 | 1 | 11 | 4  | +7  | ?  | 1  | 4/6 (66,7 %)   |
| Всего          | 13 | 9 | 2 | 2 | 51 | 18 | +33 | 2  | 4  | 33/39 (84,6 %) |